# Pusztamiske
Pusztamiske (vyslovováno [pustamiške]) je vesnice v Maďarsku v župě Veszprém, spadající pod okres Devecser. Nachází se asi 3 km jihovýchodně od Devecseru. V roce 2015 zde žilo 409 obyvatel. Dle údajů z roku 2011 tvoří 94,8 % obyvatelstva Maďaři, 13,6 % Romové a 0,7 % Němci, přičemž 4,7 % obyvatel se k národnosti nevyjádřilo.
Sousedními vesnicemi jsou Halimba, Nyirád a Szőc, sousedním městem Devecser.